# Simon Tolkien
Simon Mario Reuel Tolkien (12 januari 1959) is een Brits advocaat en auteur. Hij is de kleinzoon van de bekende schrijver en hoogleraar J.R.R. Tolkien en de oudste zoon van Christopher Tolkien.
Hij bracht zijn schooltijd door op de Dragon School in Oxford en de Downside School in Stratton-on-the-Fosse. Aan Trinity College van de Universiteit van Oxford studeerde hij moderne geschiedenis. Vanaf 1994 was Simon Tolkien advocaat in Londen, waar hij woonde met zijn vrouw en twee kinderen. Zijn zoon Nicholas werd toneelschrijver en regisseur. Omstreeks 2010 verhuisden Simon Tolkien en zijn vrouw Tracy Steinberg naar Zuid-Californië. 
Zijn eerste roman, The Stepmother, in de Verenigde Staten uitgegeven onder de titel Final Witness, werd in 2002 gepubliceerd. In 2016 publiceerde hij No Man's Land, geïnspireerd door de ervaringen van zijn grootvader in de Eerste Wereldoorlog.